# Jaroměřice nad Rokytnou
Jaroměřice nad Rokytnou là một thị trấn thuộc huyện Třebíč, vùng Vysočina, Cộng hòa Séc.